# Spizocorys
Spizocorys is een geslacht van zangvogels uit de familie Alaudidae (leeuweriken).

## Soorten
Het geslacht kent de volgende soorten:
- Spizocorys conirostris – Roodsnavelleeuwerik
- Spizocorys fremantlii – Kortstaartleeuwerik
- Spizocorys fringillaris – Botha's leeuwerik
- Spizocorys obbiensis – Obbialeeuwerik
- Spizocorys personata – Maskerleeuwerik
- Spizocorys sclateri – Namaqualeeuwerik
- Spizocorys starki – Starks leeuwerik